# Синджеру (комуна)
Синджеру (рум. Sângeru) — комуна у повіті Прахова в Румунії. До складу комуни входять такі села (дані про населення за 2002 рік):
- Бутуч (275 осіб)
- Мірешу-Маре (1634 особи)
- Мірешу-Мік (215 осіб)
- П'ятра-Міке (198 осіб)
- Синджеру (2294 особи) — адміністративний центр комуни
- Тіса (751 особа)

Комуна розташована на відстані 79 км на північ від Бухареста, 32 км на північний схід від Плоєшті, 136 км на захід від Галаца, 81 км на південний схід від Брашова.

## Населення
За даними перепису населення 2002 року у комуні проживали 5367 осіб.
Національний склад населення комуни:
| Національність | Кількість осіб | Відсоток |
| -------------- | -------------- | -------- |
| румуни         | 4584           | 85,4%    |
| цигани         | 783            | 14,6%    |

Рідною мовою назвали:
| Мова      | Кількість осіб | Відсоток |
| --------- | -------------- | -------- |
| румунська | 4652           | 86,7%    |
| циганська | 715            | 13,3%    |

Склад населення комуни за віросповіданням:
| Релігія       | Кількість осіб | Відсоток |
| ------------- | -------------- | -------- |
| православні   | 5272           | 98,2%    |
| п'ятдесятники | 47             | 0,9%     |
| бретрени      | 29             | 0,5%     |
| адвентисти    | 18             | 0,3%     |
| лютерани      | 1              | < 0,1%   |